# レッスルマニアXXVII
レッスルマニアXXVII（レッスルマニアトゥエンティーセヴン、WrestleMania XXVII）は、2011年4月3日にアメリカ合衆国のプロレス団体WWEが開催した年間最大の興行およびPPVの名称である。

## 概要
- 約2ヶ月前に開催された2月14日のRAWにおいてザ・ロックがWWEに突如復帰し、その場で本大会の特別ホストとして参加することを電撃発表した[6]。

- チケット完売となったジョージア・ドームには、全米50州と世界30カ国から7万1617人の観客が詰めかけ、2000年2月のバックストリートボーイズのコンサートの記録（6万5658人）を抜き、同スタジアムのエンターテイメントイベントの観客動員新記録を樹立。また、チケット売上660万ドルは、2009年10月のU2のコンサート（570万ドル）を抜き、同じく同スタジアムのエンターテイメントイベントの売上新記録を達成した[5][7]。

- 第1四半期の決算報告によるとPPV売上は昨年から比べて国内30％増、海外15％増の105万9千件となった[3]。

- エッジは現地時間4月11日のRAWで引退を発表したため、結果的にこの大会が引退試合となった[8]。

- 2006年に引退していたトリッシュ・ストラタスが一試合限定で復帰。リアリティー・ショーの出演者スヌーキとタッグを組み試合に出場した[9]。

- ジョン・シナの入場時には地元のゴスペル隊が歌唱を披露した。

- オープニングではケリー・ヒルソンが "美しきアメリカ" を独唱した。

## 結果
- ゲストホスト：ザ・ロック
- ダーク・マッチ / ランバージャック形式ユナイテッドステイツ王座戦 - Dark Match / Lumberjack Match for the WWE United States Championship -

△シェイマス (c) vs ダニエル・ブライアン△
試合開始早々、スマックダウンGM、セオドア・ロングの命令により、ランバージャック全員を含めたバトルロイヤル戦を命じた。
- ダーク・マッチ / 22人バトルロイヤル - Dark Match / 22-man Battle Royal -

優勝者：グレート・カリ
- 世界ヘビー級王座戦 - World Heavyweight Championship -

○エッジ (c) (w / クリスチャン) vs アルベルト・デル・リオ (w / ブローダス・クレイ&リカルド・ロドリゲス) ●
- ○コーディ・ローデス vs レイ・ミステリオ●
- 8人タッグチーム・マッチ - 8-man Tag Team Match -

○ビッグ・ショー,ケイン,サンティーノ・マレラ&コフィ・キングストン vs ザ・コア (ウェイド・バレット,ジャスティン・ガブリエル,ヒース・スレイター&エゼキエル・ジャクソン) ●
- ○ランディ・オートン vs CMパンク●
- ○マイケル・コール (w / ジャック・スワガー) vs ジェリー "ザ・キング" ローラー●

スペシャルレフェリー："ストーンコールド" スティーブ・オースチン
ローラーが勝利したが、RAWのGMの判定によりマイケル・コールの反則勝ち
- ノー・ホールズ・バード・マッチ - No Holds Barred Match -

○ジ・アンダーテイカー vs トリプルH●
- 男女混合6人タッグチーム・マッチ - 6-person Mixed Tag Team Match -

○ジョン・モリソン、トリッシュ・ストラタス&ニコール "スヌーキー" ポリッツィ vs ドルフ・ジグラー&レイ・クール (ミシェル・マクール&レイラ) ●
- WWE王座戦 - WWE Championship -

△ザ・ミズ (c) (w / アレックス・ライリー) vs ジョン・シナ△
両者カウントアウト後、ゲストホストのロックが直ちに反則裁定なしでの再試合を命じる。
- ノー・DQ形式WWE王座戦 - No Disqualification Match for the WWE Championship -

○ザ・ミズ (c) vs ジョン・シナ●